# RAF Bentwaters
RAF Bentwaters era una base militare della Royal Air Force situata in Inghilterra, a 16 km a nord-est di Ipswich e nelle vicinanze di Woodbridge, nel Suffolk. Durante la Guerra fredda fu utilizzata dall'USAF insieme alla vicina base RAF di Woodbridge e le due basi vennero denominate The Twin Bases. Nel 1993 l'USAF lasciò la base, che fu dismessa. Attualmente, l'ex base è conosciuta come Bentwaters Park e ospita un museo dedicato alla guerra fredda.

## Storia
La base fu costruita nel 1942 e chiamata Royal Air Force Butley; l'anno successivo fu rinominata come Royal Air Force Bentwaters e utilizzata durante la Seconda guerra mondiale. Nel marzo 1951 la base fu ceduta all'USAF, che vi dislocò una parte dell'81º Squadrone Aereo, mentre l'altra parte dell'unità militare fu assegnata alla vicina base di Woodbridge. Nel 1993 l'USAF lasciò la base, ma il Ministero della Difesa britannico decise di non utilizzarla. La base restò chiusa per dieci anni, finché nel 2003 venne deciso di trasformarla in un museo. Attualmente, l'ex base militare ospita il Bentwaters Cold War Museum.
Tra gli appassionati di ufologia, la base è nota per essere stata coinvolta in due avvistamenti di UFO, nel 1956 (incidente di Lakenheath-Bentwaters) e nel 1980 (incidente della foresta di Rendlesham).